# Chris Dubois
Chris Dubois (Oudenaarde, 7 december 1934) is een Belgisch organist, muziekpedagoog en componist.

## Levensloop
Dubois die tijdens de oorlog in Veurne woonde en vanaf 1945 in Diksmuide kreeg zijn eerste muziekopleiding aan de Normaalschool in Torhout (1949-1952), waar hij Norbert Bogaert als orgelleraar had. Deze stuurde hem door naar het Lemmensinstituut in Leuven waar hij les volgde bij Flor Peeters voor orgel, Marinus de Jong voor contrapunt en Staf Nees voor harmonie. Hij volgde Flor Peeters toen die directeur van het Koninklijk Conservatorium in Antwerpen werd.
Dubois behaalde Eerste prijzen in orgel (1958), muziekgeschiedenis (1960), contrapunt (1961) en fuga (1962). Hij ging verder les volgen aan de Gentse Universiteit: psycho-acoustica en elektronische muziek bij Louis De Meester en Henk Badings.

## De organist en leraar
In 1960 won hij de Prijs Verrept-Brouwers voor de interpretatie van orgelwerk van Johann Sebastian Bach. In 1964 werd hij musicus-moderator bij Radio 3. Deze functie liet hem toe bloemlezingen samen te stellen en uit te voeren van composities geschreven door Jacques-Nicolas Lemmens, Edgar Tinel, Flor Peeters, Raymond Schroyens, Piet Swerts, Herman Roelstraete en door Dubois zelf.
In 1964 behaalde hij de 5de prijs in het eerste internationaal orgelconcours in het kader van het Festival Musica Antiqua in Brugge. In 1982 maakte hij deel uit van de jury voor dit concours.
Dubois werd leraar orgel aan de Muziekschool van Roeselare (1967), het Conservatorium in Brugge (1981-1999) en werd docent orgel aan het Lemmensinstituut (1967-1999).
Hij gaf concerten in binnen- en buitenland, onder meer in de Verenigde Staten, Canada, Italië en Duitsland. Op zijn tournees spande hij zich in om de Vlaamse orgelcomponisten beter te doen kennen.
Hij is vast verbonden aan het orgel van de kerk van de Ongeschoeide Karmelieten in Brugge. Hij is ook stichter-voorzitter van de 'Vrienden van de Abdijconcerten in Steenbrugge'.
In 2017-2018 behoorde hij tot de opposanten van het voornemen van de stad Brugge om de Joseph Ryelandtzaal te verkopen aan een projectontwikkelaar. De hevige oppositie tegen dit vooruitzicht had als gevolg dat hier werd van afgezien.

## De componist
Hij begon jong met componeren en was laureaat in het concours orgelcompositie ‘Albert De Vleeshouwer’ (1962). In de jaren zestig begon hij te componeren voor koor en ook voor beiaard. Hij ging hierop door eenmaal hij in Brugge woonde en regelmatige contacten had met koorleider Roger Deruwe en beiaardier Eugeen Uten.
Dubois won heel wat prijzen voor beiaardcomposities: driemaal de prijs van de stad Mechelen (1965, 1966, 1967), de prijs Philipscentrum Eindhoven (1967), de eerste prijs in Blois-sur-Loire (1969), de prijs Staf Nees (1964 en 1971), de prijs van de Koninklijke Beiaardschool in Mechelen (1972), de prijs van de internationale wedstrijd in Brugge (1987).
Het meest componeerde Dubois voor orgel. Verder voor piano, cello en koor.